# Kozmatikus stílus

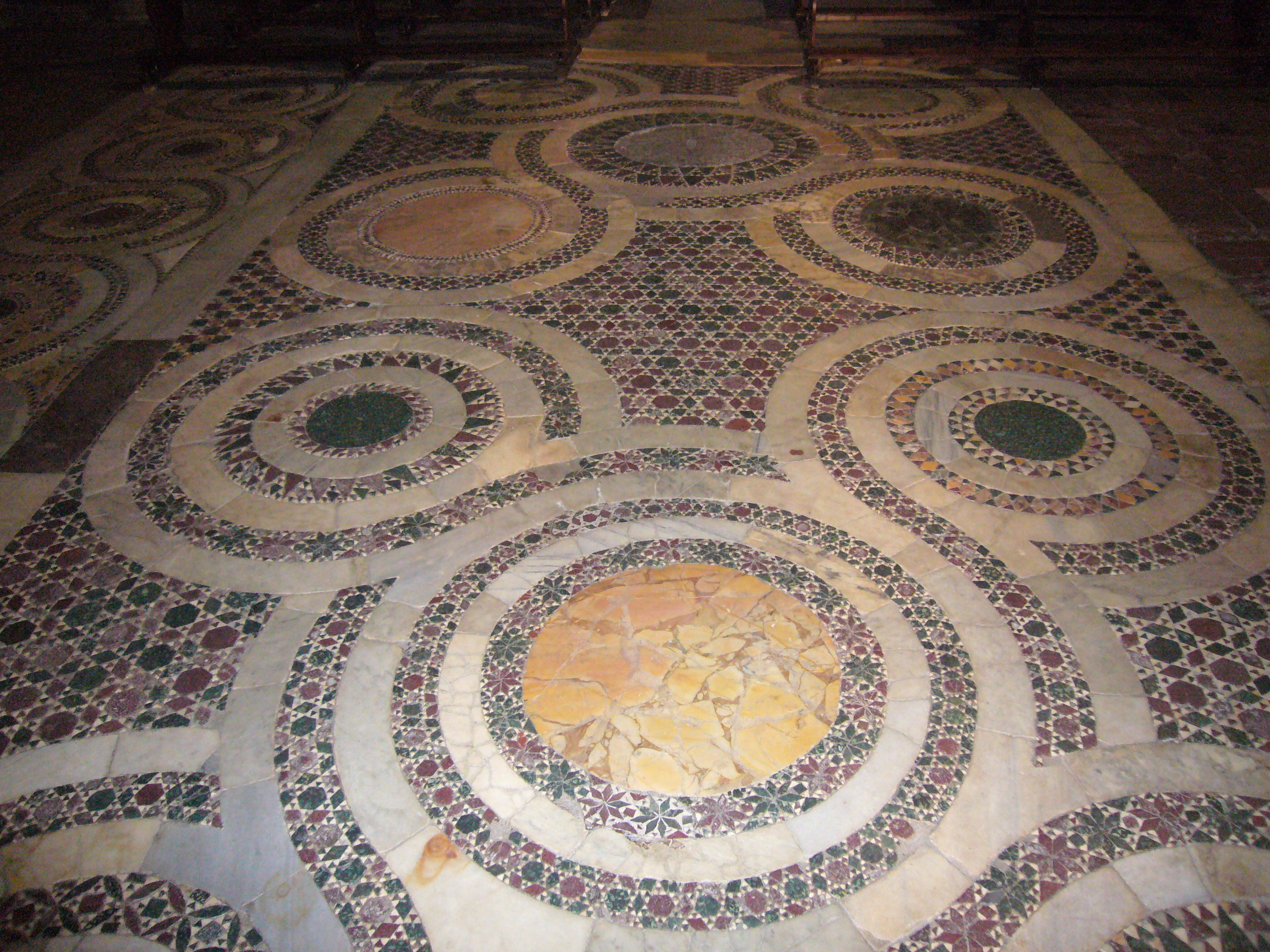
Róma, a San Benedetto in Piscinula kozmatikus padozata

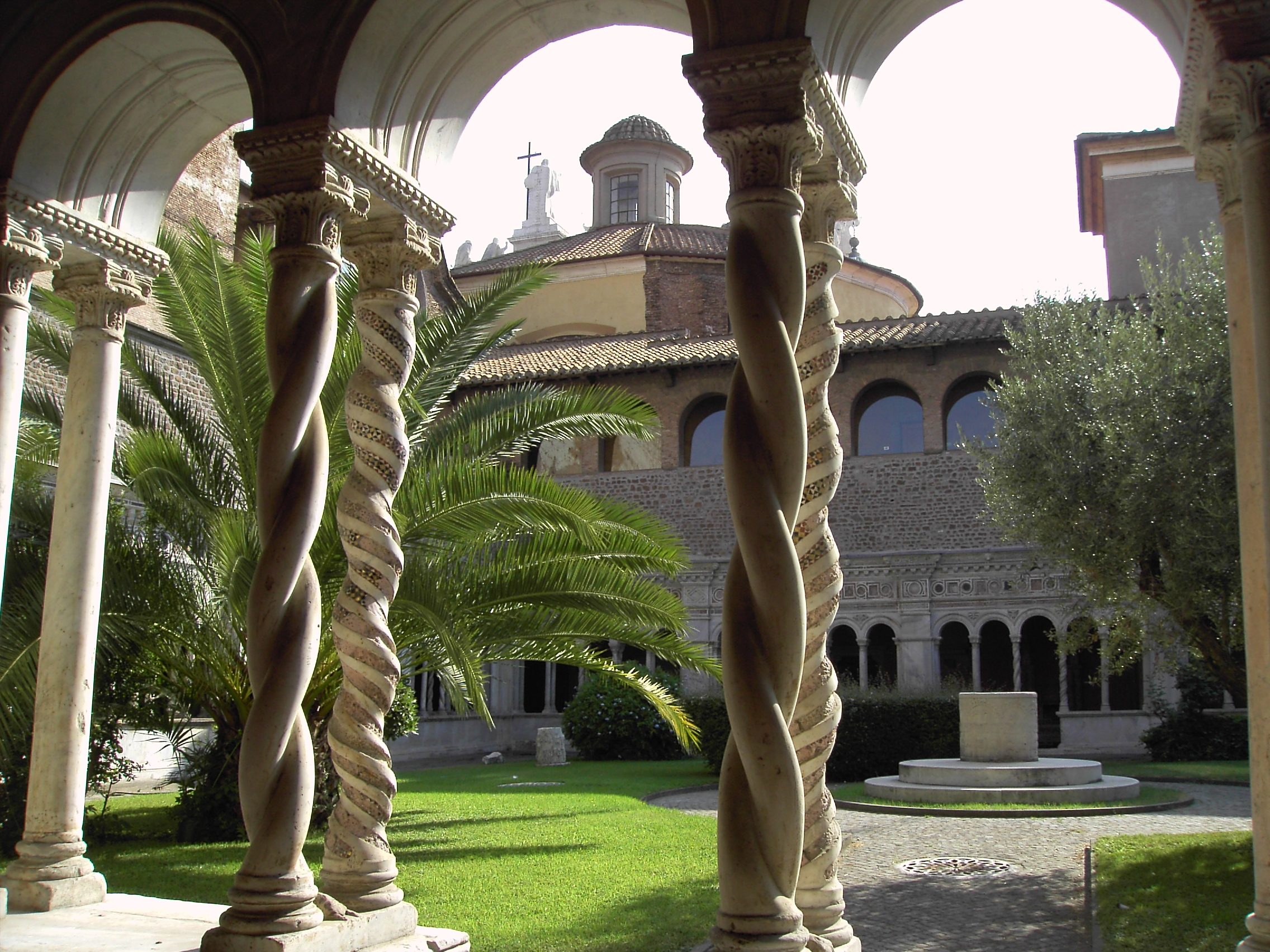
A lateráni kolostor

A kozmatikus stílus a művészettörténetben és az építészetben használt definíció, amely a 12. és 13. századi római márványmunkásokra jellemző, de bizánci eredetű díszítőtípusra vonatkozik (opus alexandrinum), amely padlók, cibóriumok és kerengők sokszínű és ötletes formájú polikróm márványbetétekkel történő díszítését jelenti. A 20. században ezt a mozaikdíszítést „kozmatikusnak” nevezték, mert a Cosmati család használta, így nevezték el egyik tagjának, Cosmának, Jacopo di Lorenzo fiának a nevéből.

## Leírása
A kozmatikus stílus a 12. és 13. században Rómában virágzott. Cosmati munkája abban egyéni, hogy üvegmozaik és márvány kombinációjából áll. Időnként fehér márványajtók architrávjára, kerengők frízeire, oszlophornyokra és síremlékekre is alkalmazták. Néha porfírból vagy más márványból készült táblákat keretez szószékekre, püspökszékekre, paravánokra stb., vagy magában panelként használják. A színek mindig élénkek, és széles körben alkalmaznak aranycsempét.
Míg Rómában gyakrabban fordul elő mint máshol Olaszországban, használata nem korlátozódik erre a városra. Egyelőre nem határozták meg pontosan, hogy mi lehet a kapcsolata Szicília déli művészetével, mivel Palermóban a Palatinus-kápolnában és a San Cataldo-templomban már egy korábbi korszakban is jelen volt.
A stílusnak szigorúan véve a római márványművészek, mind a Cosmati család, mind más kortárs családok tipikus díszítésére kell utalnia, mint például a Vassalletto, Mellini, Magister Paulus vagy Rainerius.
Ez magában foglalja a szakrális berendezési tárgyak és padlók díszítő munkáit illetően az opus tessellatum technikák alkalmazását (első esetben üvegpaszta csempékben, a második esetben kőcsempékben); de ugyanez a stílus megtalálható az úgynevezett mikroarchitektúrában is, amely olyan nagy jelentőségű alkotásokban is előfordul, mint a kozmatikus kerengők. Kiváló példák erre a subiacói Santa Scolastica-kolostor vagy a San Paolo Fuori le Mura, a San Giovanni in Laterano és a Basilica dei Santi Quattro Coronati római bazilikái.

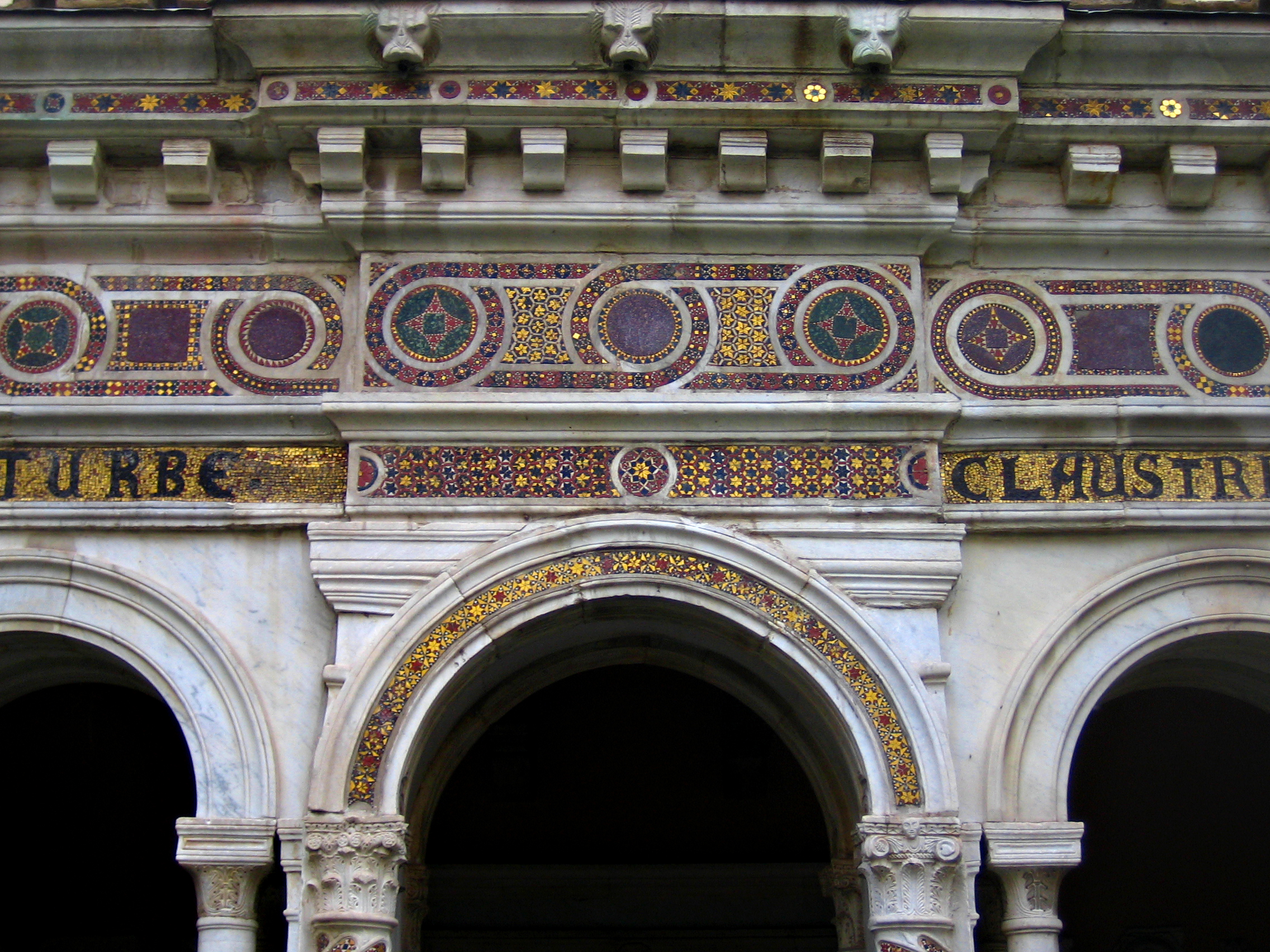
Kozmatikus dekoráció a San Paolo fuori le mura kolostorában, Rómában
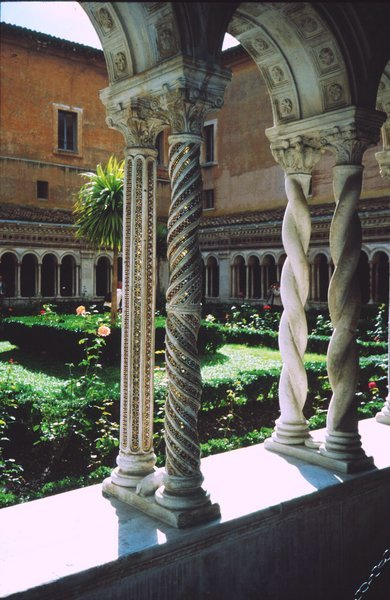
Kozmatikus stílusban díszített oszlopok a San Paolo fuori le mura-bazilika kolostorában, Rómában
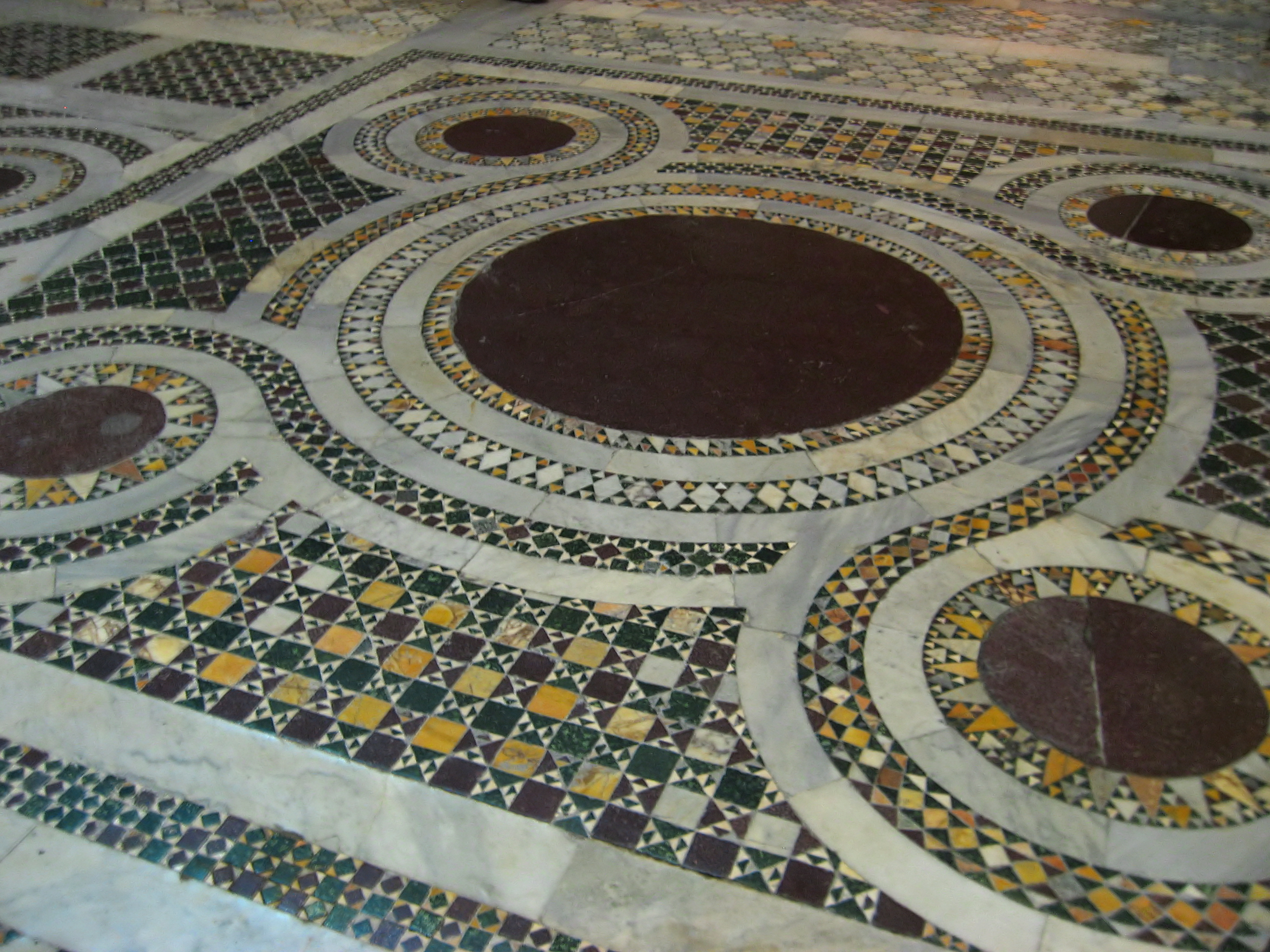
Részlet a római Santa Croce in Gerusalemme padlójáról
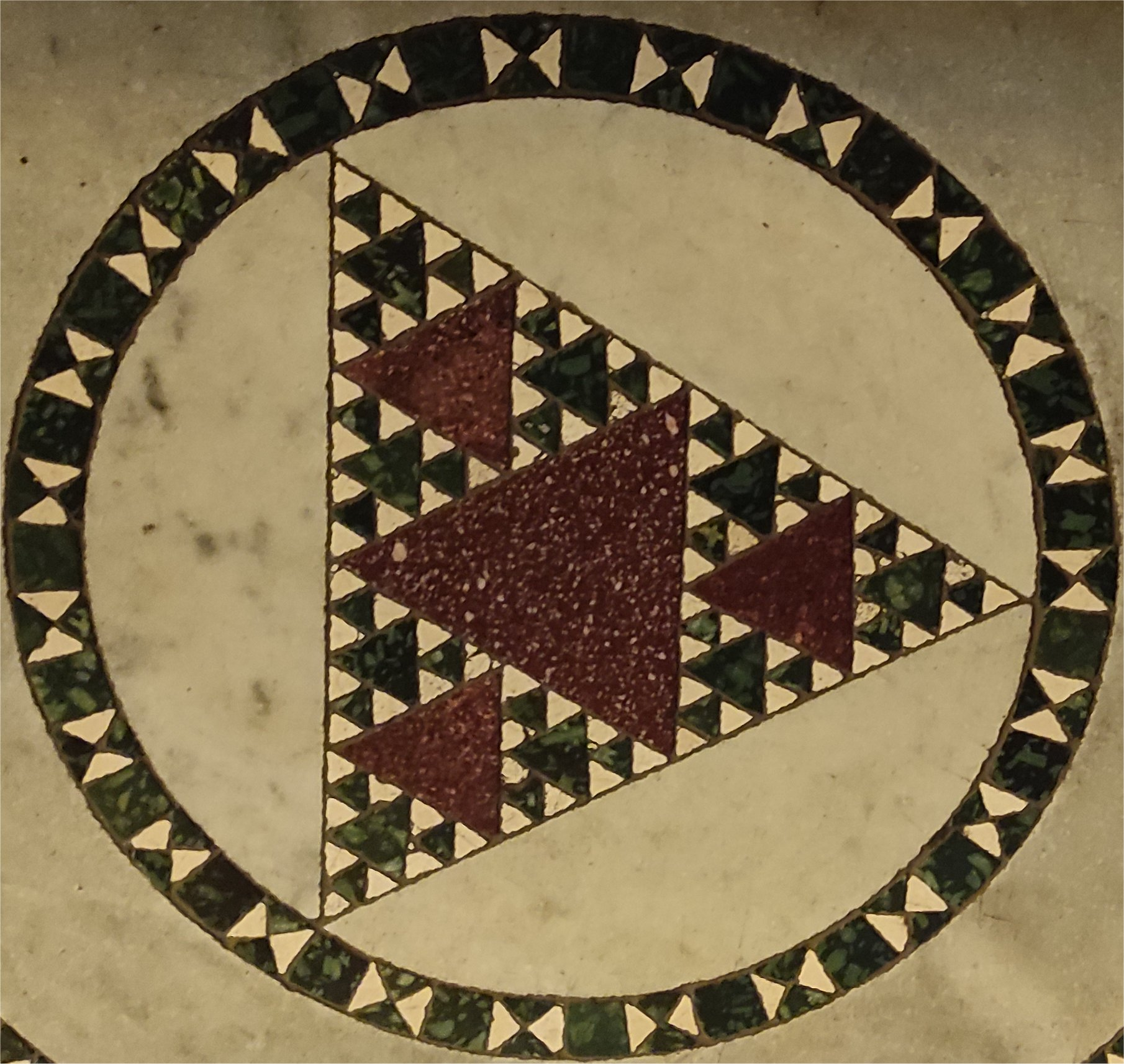
A Sierpiński-háromszög, Santa Maria in Trastevere-bazilika, Róma

## Története
Az 1908-as Catholic Encyclopedia szerint ezt a díszítő berakásos mozaikstílust a 12. században egy Laurentius (más néven "Lorenzo Cosmati") nevű márványmunkás vezette be Európa díszítőművészetébe, aki eredetileg Anagniból származott, egy dombtetőn fekvő városból hatvan kilométerre kelet-délkeletre Rómától. Laurentius görög mesterektől tanulta művészetét, és egy ideig követte munkamódszerüket, de önálló pályafutása elején eredeti stílust alakított ki. A bizánci hagyományoktól és hatásoktól megszabadulva Laurentius stílusa dekoratív építészeti mozaikká alakult át, élénk színekben és dizájnban, amelyet sima vagy faragott márványfelületek mellé alkalmazott.
Hátteréhez általában fehér vagy világos színű márványt használt; ezeket négyzetekkel, paralelogrammákkal és sötétebb márványból, porfírból vagy szerpentinből készült körökkel kirakta, színes üvegből és aranycsempékből összeállított mozaikszalagokkal körülvéve. Ezeket a harlekineket márványlécekkel, faragványokkal és lapos szalagokkal választotta el egymástól, és mozaikkal gazdagította tovább: első lejegyzett munkáit egy fabieri templomban végezték 1190-ben, a legkorábbi fennmaradt példány pedig az arai Coeli templomban látható, amely a levél és az evangélium ámbuszaiból, egy székből, egy képernyőből és egy padlóból áll.
„Munkája nagy részében fia, Jacobus segítette őt, aki nemcsak szobrász és mozaikművész, hanem képzett építész is volt, amint azt a Civita Castellana katedrálisban, a reneszánsz előképeként végrehajtott építészeti módosítások is bizonyítják. egy munka, amelyben a család többi tagja is részt vett, mindannyian négy generáción keresztül követték a mesterséget. A művészetében hírnevet szerzetteket a következő genealógiai megtestesítő nevezi: Laurentius (1140-1210); Jacobus (1165–1234); Lukács (1221-1240); Jacobus (1213-1293); Deodatus (1225-1294); Johannes (1231-1303).”
Bár a 12. századi Róma kozmatikusai ennek a stílusnak a névadó mesterei, úgy tűnik, nem ők voltak az elsők, akik kifejlesztették a művészetet. Hasonló stílust láthatunk a konstantinápolyi munkával épült Monte Cassino bencés apátság (1066–1071) emeletén is, ezért lehetséges, hogy a geometrikus stílust a bizánci padlómozaikok erősen befolyásolták. Azonban még ha a minta nyomon követhető is, a megszerzésének technikája eltérő, mivel a Cosmati-padlók különböző formájú és méretű kődarabokból, az úgynevezett opus alexandrinumból készülnek, amely tulajdonság merőben különbözik az opus tessellatum mozaikoktól, amelyekben a motívumok egyforma méretű és formájú kis egységekből vagy szektilis opuszból készülnek, amelynek célja reprezentációk létrehozása a célnak kivágott és elrendezett tarka golyócskákból. A Cosmati művészek által használt kövek gyakran az ókori római épületek romjaiból mentett anyagok (lásd értéknövelő újrahasznosítás), a nagy kerekek római oszlopok gondosan kivágott keresztmetszete.

## Metonímia
A 'kozmatikus stílus' kifejezés, talán helytelenül, a 'kozmatikus építészet' definíciója kiterjesztésének tekinthető, amelyet a tudós Camillo Boito alkotott meg az 1860-ban megjelent azonos című cikk ében. Szigorúan véve tehát a római márványmunkások által készített nagyszabású építészeti alkotások is a 'kozmatikus stílusba' tartoznak, mint például a gaeta-székesegyház harangtornya Nicola d'Angelótól, aki azonban nem tartozik közvetlenül a Cosmati, vagyis a római márványmunkások családjába, amely Tebaldóval kezdődött, majd Lorenzo, Iacopo, Cosma stb. mesterekkel folytatódott.

### Földrajzi általánosítás
A kozmatikus stílusra való hivatkozást általánosságban használjuk, nem pedig opus alexandrinumra utalva, mind a római bazilikák padlóburkolatairól és díszítő munkáiról, ahol az igazi kozmatikusok többnyire dolgoztak, mind a mozaikművekről beszélünk. Dél-Olaszországban, ahol a Cosmatáknak nincsenek érdemeik, kivéve talán azt a közvetettet, hogy olyan művészek utánozzák őket, akik számára ők a klasszicizmus referenciamodelljeként szolgáltak. A kifejezés máig a római márványmunkások hírnevét terjeszti a 12. és 13. századból.

## Fordítás
- Ez a szócikk részben vagy egészben  a   Stile cosmatesco című olasz Wikipédia-szócikk ezen változatának fordításán alapul.  Az eredeti cikk szerkesztőit annak laptörténete sorolja fel. Ez a jelzés csupán a megfogalmazás eredetét és a szerzői jogokat jelzi, nem szolgál a cikkben szereplő információk forrásmegjelöléseként.

## Bibliográfia
- Camillo Boito: Cosmatesque Architecture, Torino, 1860
- Edward Hutton: The Cosmati, 1950
- Guglielmo Matthiae: Components of the Cosmatesque dekoratív ízlés, in Journal of the National Institute of Archaeology and Art History, vol. I, 1952, pp. 249–281
- MIchela Cigola: Cosmatesque padlómozaikok. Jelek, rajzok és szimbólumok, a "Palladióban" Új sorozat VI. évf. 1993. június 11.; pp. 101–110.